# Xã Elm Grove, Quận Tazewell, Illinois
Xã Elm Grove (tiếng Anh: Elm Grove Township) là một xã thuộc quận Tazewell, tiểu bang Illinois, Hoa Kỳ. Năm 2010, dân số của xã này là 3.093 người.